# مشاوران خارجی دولت میجی در ژاپن

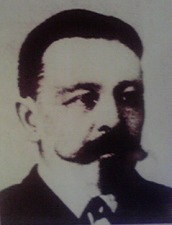
مهاجر آمریکایی در امپراتوری ژاپن، با نام خانوادگی بومر

مشاوران خارجی دولت میجی در ژاپن (御雇い外國人) خارجیانی بودند که توسط دولت ژاپن و شهرداری‌ها به دلیل دانش و مهارت تخصصی خود برای کمک به مدرن‌سازی دوره میجی استخدام شدند. این اصطلاح از «یاتوی» آمده‌است (شخصی که موقتاً کار می‌کند)، با رعایت ادب برای خارجی استخدام شده به عنوان او-یاتوی گای‌کوکوجین.
تعداد کل بیش از ۲۰۰۰ است، احتمالاً به ۳۰۰۰ (با هزاران نفر دیگر در بخش خصوصی) تا سال ۱۸۹۹، بیش از ۸۰۰ متخصص خارجی استخدام شده توسط دولت همچنان استخدام شدند و بسیاری دیگر به‌طور خصوصی استخدام شدند.